# Ossa Mountain
Der Ossa Mountain ist ein 2261 m hoher Berg mit einer Schartenhöhe von 176 m im Südwesten der kanadischen Provinz British Columbia.

## Geographie
Der Ossa Mountain liegt in der Tantalus Range im Tantalus Provincial Park. Er liegt 21 km nordwestlich von Squamish und 3,54 km nordnordwestlich des Mount Tantalus (2603 m), des höchsten Gipfels in der Tantalus Range. Der nächsthöhere Berg ist der Pelion Mountain (2312 m), 770 m östlich von ihm.
Namenlose Gletscher liegen an den nördlichen und östlichen Hängen des Berges. Die Abflüsse der Niederschläge am Berg fließen in Zuflüsse des Squamish River und des Clowhom River.

## Geschichte
Die Erstbesteigung wurde am 25. Juli 1960 durch Dick Chambers, Jack Bryan und Howie Rode über den Ostgrat ausgeführt. Die Namen der Berge in der Tantalus Range haben ihren Ursprung in der griechischen Mythologie; der Ossa Mountain wurde nach dem legendären Berg Ossa im antiken Thessalien benannt, von dem es heißt, die Aloiden hätten den Pelion und den Ossa auf den Olymp gestülpt, um in den Himmel zu steigen und die Götter zu entthronen. Das Toponym des Berges wurde am 6. Juni 1957 vom Geographical Names Board of Canada offiziell anerkannt.

## Klima
In Bezug auf die Klimaklassifikation nach Köppen und Geiger herrscht am Ossa Mountain ein Westseiten-Seeklima. Die meisten Wetterfronten stammen vom Pazifik und bewegen sich ostwärts auf die Coast Mountains zu, wo sie durch die Berge zum  Aufsteigen (Windstau) gezwungen werden, was wiederum dazu führt, dass die enthaltene Feuchtigkeit in Form von Regen oder Schnee abgegeben wird. Im Ergebnis führt das zu hohen Niederschlägen in den Coast Mountains, insbesondere zu starken Schneefällen im Winter. Die Temperaturen können unter −20 °C fallen, unter Berücksichtigung von Windchill-Einfluss unter −30 °C. Die Monate Juli bis September bieten die besten Wetterbedingungen für einen Aufstieg.

## Kletterrouten
Am Ossa Mountain sind folgende Kletterrouten etabliert:
- über den Ostgrat – YDS-Klasse 4 – Erstbesteigung 1960
- über den Westgrat – YDS-Klasse 4 – erstmals begangen 1967
- über die Nordostwand – erstmals begangen 1968
- über die Nordwand – erstmals begangen 1999
- über den Nordwestpfeiler – YDS-Klasse 5.7 – erstmals begangen 2016

## Galerie

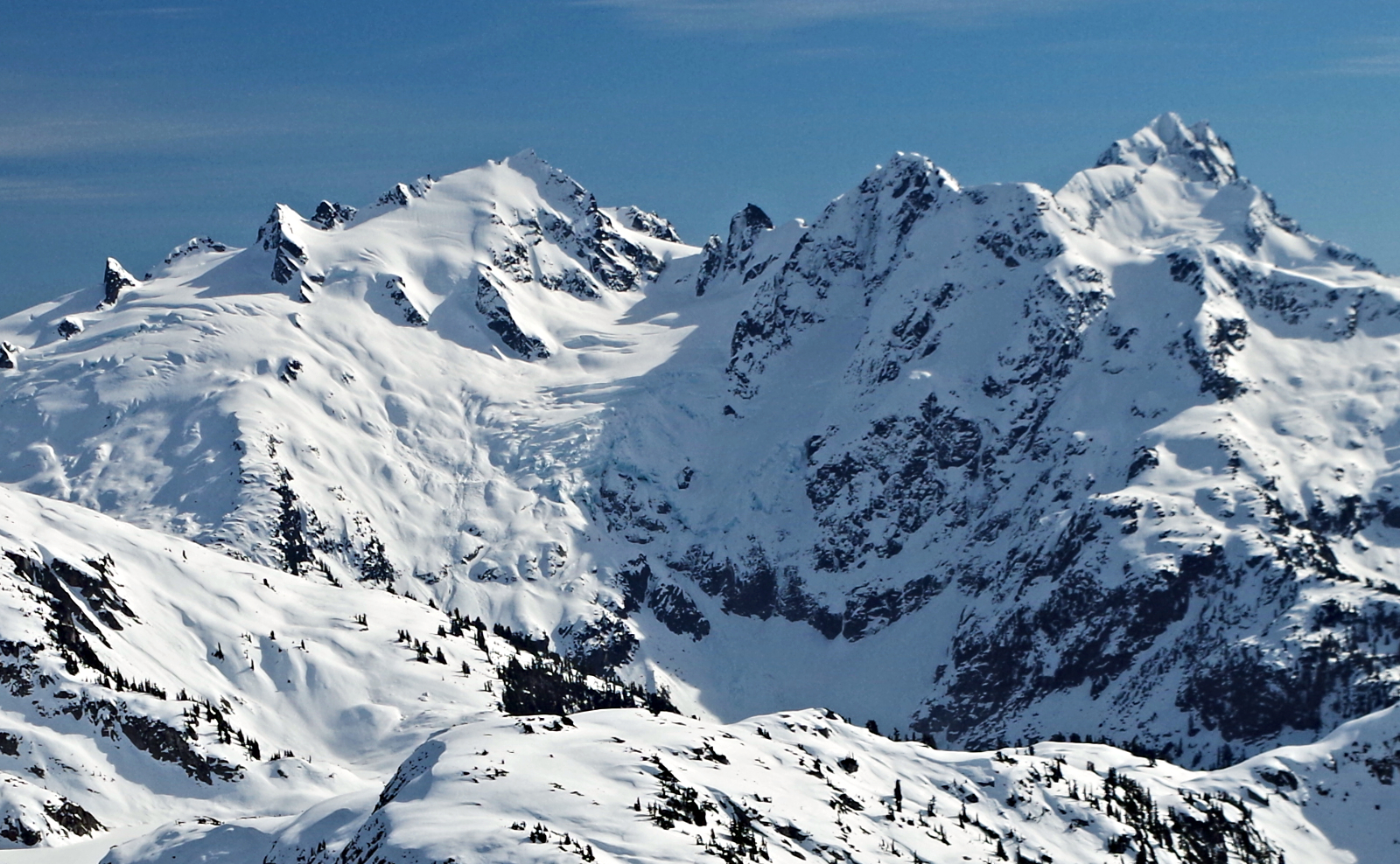
Pelion Mountain, Ossa Mountain und Mount Tantalus vom Coin Peak aus Nordwest betrachtet